# Svensksund

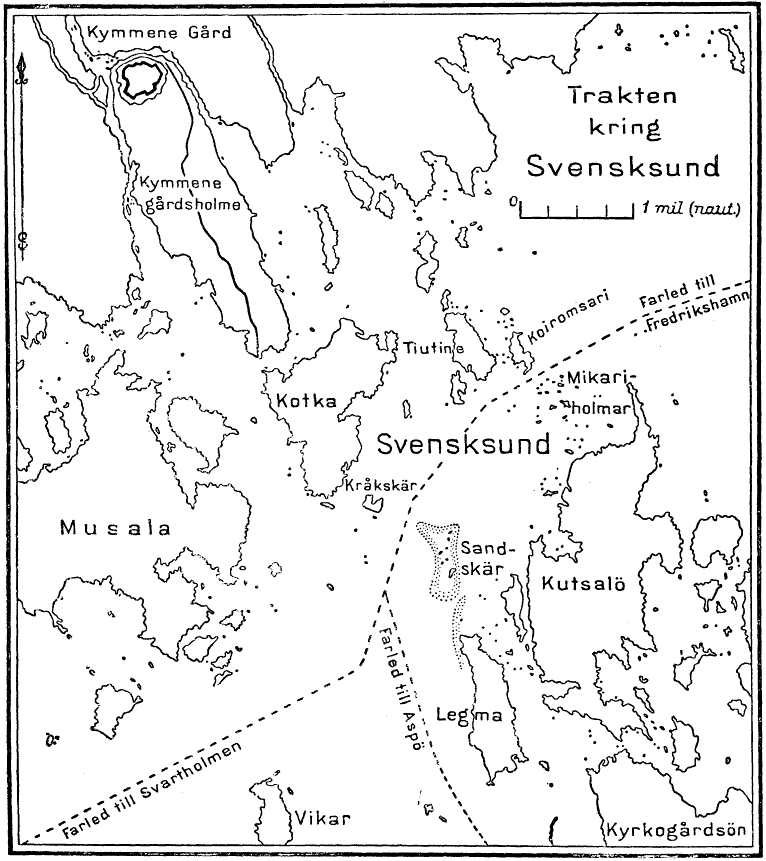
Svensksund

Svensksund,ä (finska: Ruotsinsalmi) är en cirka sju km bred fjärd i Finska viken, belägen mellan öarna Mussalö (finska Mussalo) och Kutsalö (finska Kuutsalo) utanför Kotka i sydöstra Finland. Svensksund är känt för två sjöslag som de svenska och ryska flottorna utkämpade där under Gustav III:s ryska krig 1788-90:
- Första slaget vid Svensksund den 24 augusti 1789
- Andra slaget vid Svensksund den 9 juli 1790

På ena sidan av sundet finns Svensksunds sjöfästning.